# Nedda El-Asmar
Pour les articles homonymes, voir Asmar.
 (mai 2014).
Si vous disposez d'ouvrages ou d'articles de référence ou si vous connaissez des sites web de qualité traitant du thème abordé ici, merci de compléter l'article en donnant les références utiles à sa vérifiabilité et en les liant à la section « Notes et références ».

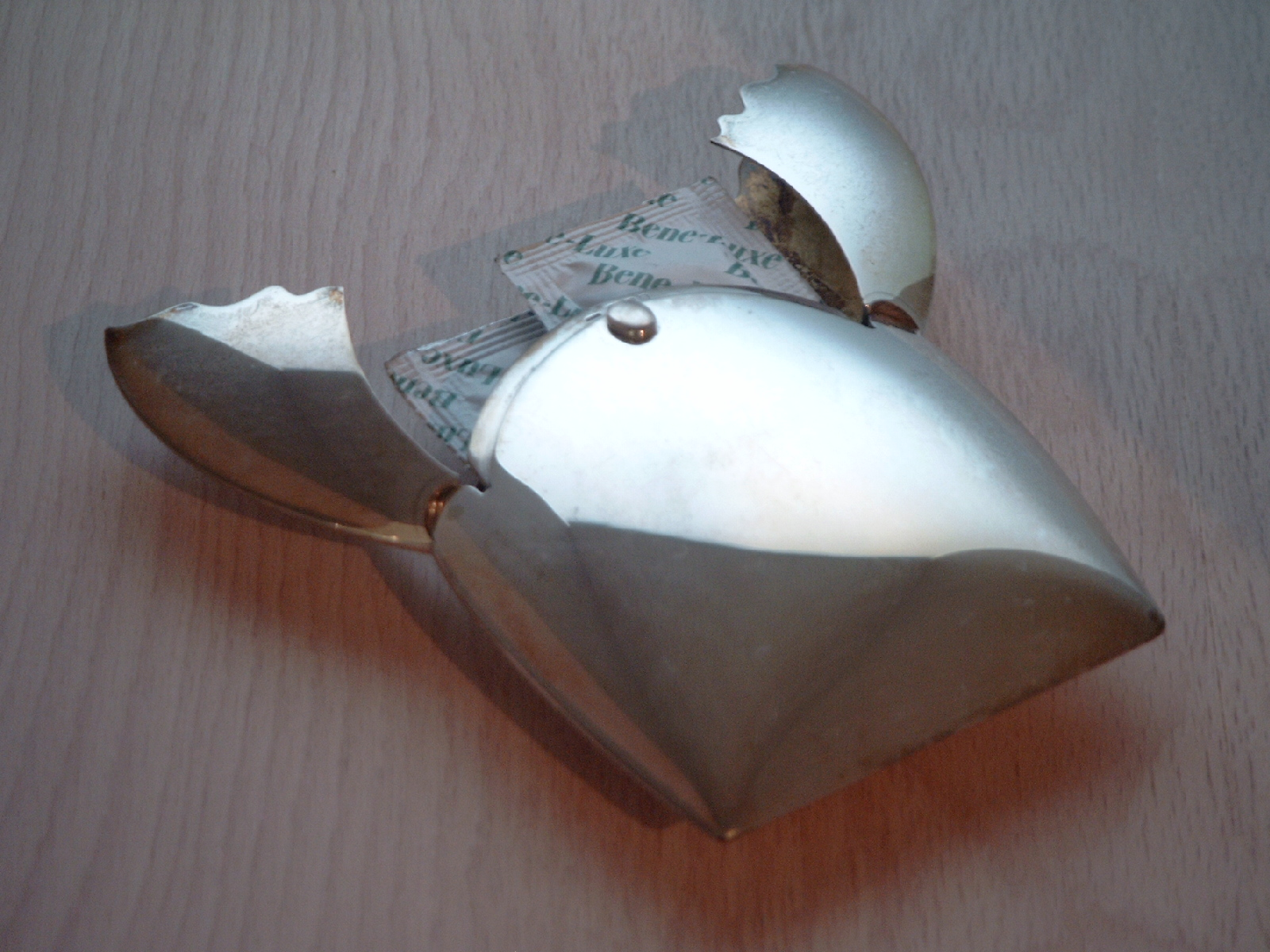
Nedda El-Asmar, préservateur de préservatifs (1992), argent

Nedda El-Asmar, née à Alost en Belgique, est une orfèvre belge d’origine palestinienne.

## Son parcours
À l’époque où elle habite[Quand ?] à Overijse, elle commence à suivre des cours à l’école d’art réputée de son village, où elle peut découvrir et accroître son goût pour le beau.
Attirée par les arts tridimensionnels, elle s'inscrit pour se perfectionner à l’Académie Royale d’Anvers, et se destine à l’orfèvrerie-joaillerie. Dans cette institution, elle a pour maître Jean Lemmens. Elle est fascinée dans ses classes par un métal, l’argent, par sa matière et par les diverses possibilités qu’il offre.
Elle continue sa formation au prestigieux Royal College of Art de Londres, héritier d’une haute tradition remontant au XVIIe siècle.
Nedda El-Asmar commence alors à obtenir une renommée internationale et reçoit divers prix.
Le Musée d’orfèvrerie du Sterckshof à Anvers, lui achète son service Central Park.

## Son œuvre
Actuellement[Quand ?], elle crée des objets pour des firmes renommées, notamment pour Christofle, Hermès, Puiforcat et Robbe & Berking, et de jeunes marques comme AIRDIEM.
Elle multiplie les prix de design, notamment le « label de l'observeur design » en 2008 et le prix Van de Velde pour son narguilé (hookah, shisha, narguile) en étain massif brillant
Avant de travailler le métal, elle a l’habitude d'exécuter une maquette en cire ou en bois de ses créations. Parfois, elle abandonne le métal pour créer des formes en céramique, comme pour le service de table destiné aux habitants de la station polaire antarctique Princesse-Élisabeth.
Grâce à elle commence à revivre un art qui s’était essoufflé depuis bien longtemps en Belgique qui, du Moyen Âge jusqu'au XIXe siècle, fut pourtant un pays de grande créativité dans le domaine de l'orfèvrerie avec des orfèvres comme : Godefroy de Huy, Hugo d'Oignies, Jean Jacobs, Jean de Lens, Philippe van Dievoet, Balthazar-Philippe Vandive, Jacques Roettiers ou Joseph Germain Dutalis.